# Ophiographa undulifera
Ophiographa undulifera är en fjärilsart som beskrevs av Walker 1865. Ophiographa undulifera ingår i släktet Ophiographa och familjen mätare. Inga underarter finns listade i Catalogue of Life.